# Anton Kaltenberger
Anton Kaltenberger (Vienna, 23 febbraio 1904 – Gloggnitz, 2 luglio 1979) è stato un bobbista austriaco.

## Biografia
Attivo negli anni trenta come frenatore per la squadra nazionale austriaca, partecipò ai Giochi olimpici invernali di Garmisch-Partenkirchen 1936, dove si classificò al diciannovesimo posto nel bob a due.
Prese inoltre parte ad almeno una edizione dei campionati mondiali, conquistando la medaglia di bronzo nel bob a due a Oberhof 1931 in coppia con Heinz Volkmer.

## Palmarès

### Mondiali
- 1 medaglia:
  - 1 bronzo (bob a due a Oberhof 1931).